# Wymiarki (gemeente)
De gemeente Wymiarki is een landgemeente in het Poolse woiwodschap Lubusz, in powiat Żagański.
De zetel van de gemeente is in Wymiarki.
Op 30 juni 2004 telde de gemeente 2481 inwoners.

## Oppervlakte gegevens
In 2002 bedroeg de totale oppervlakte van gemeente Wymiarki 63,09 km², waarvan:
- agrarisch gebied: 29%
- bossen: 64% (Bory Dolnośląskie)

De gemeente beslaat 5,58% van de totale oppervlakte van de powiat.

## Demografie
Stand op 30 juni 2004:
| Omschrijving                   | Totaal | Totaal | Vrouwen | Vrouwen | Mannen | Mannen |
| ------------------------------ | ------ | ------ | ------- | ------- | ------ | ------ |
| eenheid                        | aantal | %      | aantal  | %       | aantal | %      |
| inwoners                       | 2481   | 100    | 1281    | 51,6    | 1200   | 48,4   |
| bevolkingsdichtheid (inw./km²) | 39,3   | 39,3   | 20,3    | 20,3    | 19     | 19     |

In 2002 bedroeg het gemiddelde inkomen per inwoner 1331,57 zł.

## Administratieve plaatsen (sołectwo)
Lubieszów, Lutynka, Silno Małe-Lubartów, Witoszyn (sołectwa: Witoszyn Dolny en Witoszyn Górny), Wymiarki.

## Aangrenzende gemeenten
Gozdnica, Iłowa, Przewóz, Żary
- Gemeinsame Normdatei: 4725790-8
- Virtual International Authority File: 243878454